# Hans Bjørset
Hans Bjørset, född 1856, död den 23 november 1931, var en norsk dövpedagog.
Bjørset var lärare vid olika dövskolor 188-98, och blev 1898 föreståndare vid Fru Rosings taleskole for døve i Kristiania. Efter skolans förflyttning till Holmestrand blev han dess ledare fram till 1928. Bjørset har utgett Talmetodens utvikling i vort aahundrede (1884) samt ett flertal läro- och läseböcker. Han var en flitig författare i dövstumstidningar och läseböcker, särskilt i Nordisk tidskrift för dövstumskolan, för vilken han från 1911 var norsk redaktör.